# T-8号鱼雷艇
T-8号（德語：T 8）是纳粹德国战争海军于1930年代建造的十二艘1935级鱼雷艇的八号艇。它于1939年底竣工，但直到1940年中期才具备作战能力，继而花了数月之久负责护送布雷舰在北海和英吉利海峡布设雷区。同年11月，该艇参与了对苏格兰沿岸附近几支护航队的袭击行动，但无功而返。T-8号于1941年1月返回德国接受改装，并于6月“巴巴罗萨行动”开始后为德军在波罗的海的行动提供支援。年底，它一度被置入预备役，之后重投鱼雷学校充当训练艇。该艇于1944年2月恢复现役，被派往波罗的海地区支援德军作战。1945年2月，T-8号曾为一次炮击任务担当护航，至5月3日在基尔峡湾遭英国飞机击沉。

## 设计及装备
1935级是纳粹德国战争海军为满足《伦敦海军条约》600長噸（610公噸）排水量要求而对高速、远洋鱼雷艇作出的一次不成功的设计尝试，因为此类小型舰艇不计入国家总吨位限制。T-8号全长84.3米，水线长82.2米；1941年重建艇艏以提高耐波性后，全长则增至87.1米。它有8.62米的舷宽以及平均2.83米的吃水深度，标准排水量实际为859長噸（873公噸）、满载排水量则可达1,108長噸（1,126公噸），超出了设计限制。该艇搭载有两组瓦格纳齿轮传动蒸汽轮机，各负责驱动一副三叶螺旋桨，设计功率为31,000匹軸馬力（23,000千瓦特）。过热蒸汽由四台高压水管锅炉供应，可推动艇只以35節（65每小時）的速度航行。T-8号最多可贮存200吨燃料油，能够以19節（35每小時）的速度的巡航1,200海里（2,200）。艇只的标准船员编制为6名军官和113名水兵。
竣工时，1935级鱼雷艇在艇艉装备有一门105毫米32式速射炮作为主炮。防空系统则包括以背负形式架设在105毫米炮上方的一门37毫米30式高射炮，以及安装在舰桥翼台的两门20毫米30式高射炮。它们还在两座水面三联装挂架上安装有六具500毫米鱼雷发射管，并可携带多达30枚水雷（天气良好时可携带60枚）。许多同级艇在竣工前便已将37毫米炮换装为额外的20毫米炮、深水炸弹和扫雷切割器。战争后期的增建仅限于安装雷达、雷达探测器和额外的高射炮，通常是以牺牲艇艉鱼雷发射管挂架为代价。

## 服役历史
T-8号的建造合同于1936年1月15日发包予德意志船舶及机械制造股份公司（德希马格），自1937年8月28日起在其设于不来梅的威悉船厂铺设龙骨，建造序列为937。它于1938年8月10日下水，1939年10月8日入役。但由于机械问题，该艇的调试工作一直持续到1940年8月，之后被转移至西线。T-8号此时被编入第5鱼雷艇区舰队，与其姊妹艇T-2和T-7号，以及鱼雷艇神鹫号、隼号和美洲豹号一同，于8月7日至8日以及14日至15日两度护送布雷舰在北海西南部布设雷区。8月31日，它与姊妹艇T-5、T-6和T-7号一同换编至第2鱼雷艇区舰队，进而于8月31日至9月2日期间再次护送布雷舰在北海西南部布设雷区。该区舰队于9月5日至6日在英吉利海峡执行了一次布雷掩护任务，随后又于9月8—9日和15—16日在多佛尔海峡自行布设雷区。到11月，第1和第2鱼雷艇区舰队均已移驻挪威斯塔万格。德国人通过空中侦察于11月初发现了两支盟军沿海护航队，战争海军估计它们将于11月7日凌晨通过苏格兰的金奈尔德角。由T-8号及其姊妹艇T-1、T-4、T-6、T-7、T-9和T-10号组成的两支区舰队遂于11月6日起航，试图穿过英国雷区的缺口，在第二天凌晨02:00左右拦截护航队。然而，英国人已在德国人不知情的情况下将雷区进一步向北扩展，使得T-6号在午夜后不久便触雷沉没。T-8和T-7号救起幸存者，行动被迫终止。T-8号自1941年1月开始在斯德丁进行漫长的改装工序，并一直持续至6月。
完成改装后，该艇于1941年9月中旬连同其姊妹艇T-5、T-7和T-11号一起为德军于9月中旬入侵爱沙尼亚萨雷马岛、希乌马岛和穆胡岛的“贝奥武夫行动”提供支援。期间T-8、T-2、T-5、T-7和T-11号担任“波罗的海舰队”的护航艇，这是一个围绕战列舰提尔皮茨号组建的临时编队，它们于9月23日至29日出击进入奥兰海，以阻止苏联的红旗波罗的海舰队从芬兰湾突围。希乌马岛于10月12日至13日沦陷，此前T-8号是用作分散守军注意力的诱饵部队的一份子。由于人员短缺，该艇于12月被置入预备役。但它至1942年7月又重新入役，可能是分配予鱼雷学校充当训练艇，继而于1943年10月开始在东普鲁士的埃尔宾进行相应的改装，并一直持续到1944年1月。之后，T-8号获重编入第2鱼雷艇区舰队，于6月27—28日与T-10、T-30号和芬兰部队一起参与试图夺回纳尔维岛的行动，但未能成功。7月16日，这三艘鱼雷艇在爱沙尼亚的纳尔瓦附近击沉了一艘苏联巡逻艇。1945年2月8日，当装甲舰吕措号炮击弗劳恩堡附近的苏军阵地时，T-8号对其实施掩护。同年5月3日，该艇在基尔峡湾遭英国飞机袭击，于54°26′N 18°34′E / 54.433°N 18.567°E处沉没。其残骸于12月10日进一步遭深水炸弹炸毁。